# Tommy Thayer

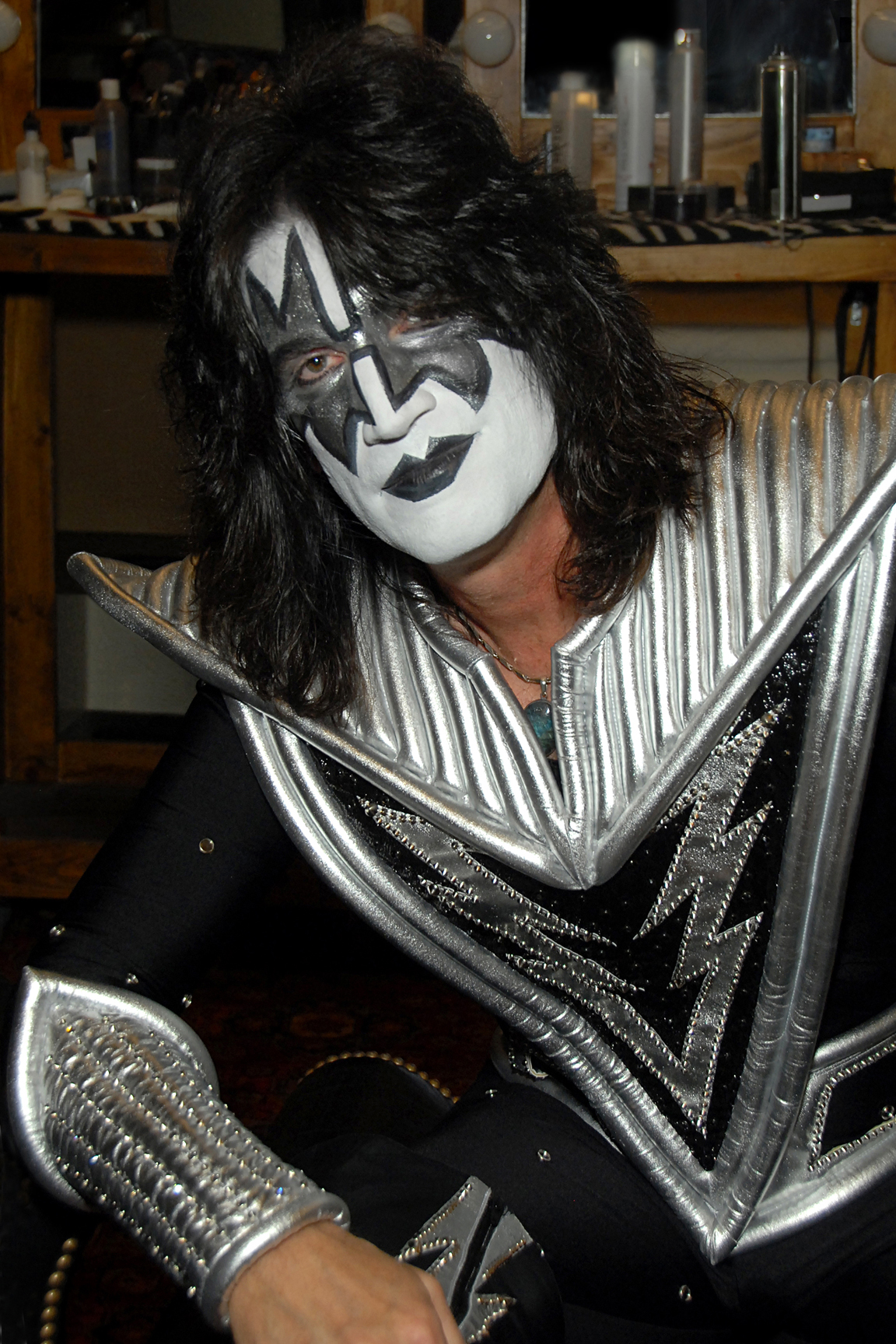
Tommy Thayer (2012)

Tommy Cunningham Thayer (* 7. November 1960 in Portland, Oregon) ist ein US-amerikanischer Musiker und Gitarrist, der vor allem seit 2002 als Nachfolger von Ace Frehley als „Spaceman“ in der amerikanischen Rockband Kiss als Leadgitarrist bekannt wurde. Er ist der Sohn des US-Brigadegenerals a. D. James B. Thayer und ist mit Amber Thayer verheiratet.

## Werdegang
Nachdem er bereits in mehreren Rockgruppen gespielt hatte, gründete Tommy Thayer mit dem Schlagzeuger Jamie St. James die Gruppe „Movie Star“, die Ende 1981 zu Black ’n Blue wurde. Zu diesem Zeitpunkt war St. James bereits Sänger der Band; weitere Musiker der Gruppe waren Jeff Warner (Gitarre), Patrick Young (E-Bass) und Pete Holmes (Schlagzeug). Black' n Blue veröffentlichten zwischen 1984 und 1989 insgesamt vier Alben auf dem Label Geffen Records, die letzten beiden produziert von Gene Simmons.
Als Geffen den Vertrag mit Black ’n Blue kündigte, verließ Thayer die Band. Er spielte 1990 bei „Harlow“ (die ein Album bei „Reprise“ veröffentlichten) und „American Man“, außerdem war er Co-Produzent und Gitarrist des Albums Doro, das Doro Pesch unter der Leitung von Gene Simmons 1990 in Los Angeles aufnahm. Thayer spielte 1991 in der Gruppe  „The Marx Brothers“. Später in diesem Jahr wurde er gemeinsam mit St. James Mitglied der Kiss-Tribute Band „Cold Gin“, in der Thayer Ace Frehley und St. James Peter Criss verkörperte. 1992 stieß auch Spiro Papadatos, der Gene Simmons verkörperte und später als Simmons’ Doppelgänger in einer Werbeanzeige zu sehen war, zu „Cold Gin“.

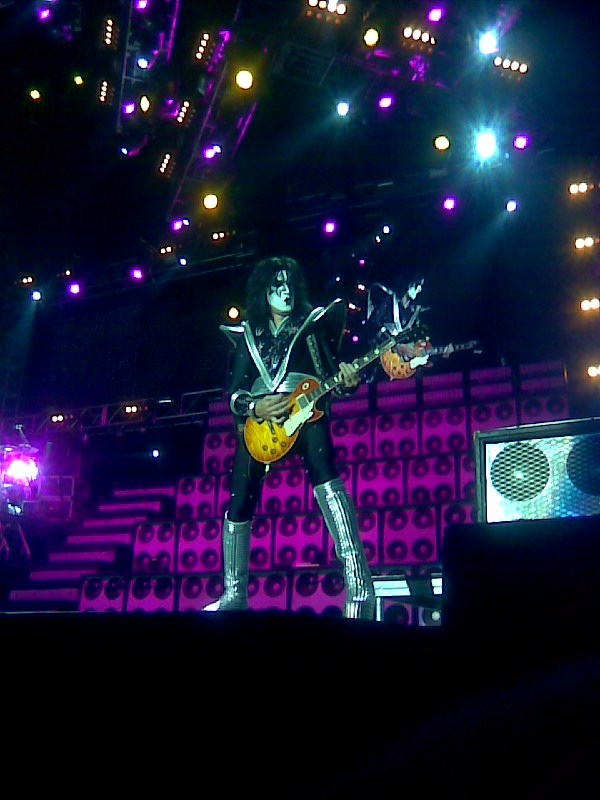
Tommy Thayer live 2008

Auch Kiss wurde auf „Cold Gin“ aufmerksam, und die Gruppe wurde eingeladen, auf Paul Stanleys Geburtstagsparty zu spielen. Wenig später bot Kiss-Gründungsmitglied und Bassist Gene Simmons Thommy Thayer an, als sein persönlicher Assistent zu arbeiten, und Thayer nahm sofort an. Thayer war zu dieser Zeit „Mädchen für alles“, kochte Kaffee, reiste für Stanley und Simmons durch die Vereinigten Staaten, um Hotels und Veranstaltungsorte für die „Kiss Convention Tour“ zu buchen, strich Paul Stanleys Haus usw. Später arbeitete er als Tourmanager für Kiss.

Spaceman-Make-Up

Als Ace Frehley 2002 bei Kiss ausstieg, war Thayer erste Wahl als Ersatz. Simmons und Stanley wollten das klassische Aussehen der Originalbesetzung beibehalten und wählten Thayer aus, das Make-Up des „Spaceman“ zu tragen und dessen Bühnenhabitus anzunehmen. Im März 2002 spielte Thayer seine erste Show als Mitglied von Kiss auf einer privaten Feier in Jamaika. Im April 2002 trat er in der Show zum 50. Jubiläum von Dick Clarks Bandstand auf, wo er wieder das Spaceman-Make-Up trug. Seitdem spielte Thayer bei der „Kiss Symphony“-Show in Melbourne, Australien, auf einer Minitour durch Japan, auf der Tournee mit Aerosmith, auf der „Rock The Nation“-Tournee 2004 sowie verschiedenen Einzelshows von Kiss, außerdem auf der „Kiss Alive/35“-Tournee durch Nordamerika 2009 und bei der Tournee „Sonic Boom Over Europe“ 2010.
Thayer war auch als Produzent für verschiedene Kiss-Veröffentlichungen tätig, unter anderem für die DVD „Kiss - The Second Coming“, die Kiss Symphony: Alive IV-DVD und die „Kissology“-Trilogie. Zudem schrieb er zusammen mit Gene Simmons, Paul Stanley, Bruce Kulick & Eric Carr zwei Songs für das Album Hot in the Shade und für das Album Carnival of Souls schrieb er ebenfalls einen Song.
Thayer wurde 2005 ins „Board of Trustees“ der Pacific University Forest Grove, Oregon, gewählt. Im Juli 2007 war er Gastgeber des jährlich stattfindenden „Pacific University Legends Golf Classic“-Turniers in Portland, Oregon, bei dem Spenden für Pacific University Athletics gesammelt werden.
Im Jahr 2008 brachte Thayer eine eigene Verstärkerserie bei Hughes & Kettner heraus.

## Diskografie

### Black ’n Blue
- 1984: Black ’n Blue
- 1985: Without Love
- 1986: Nasty Nasty
- 1988: In Heat
- 1998: One Night Only: Live
- 2001: The Demos Remastered: Anthology 1
- 2001: Ultimate Collection
- 2002: Live in Detroit – 1984
- 2005: Collected (box set)
- 2007: Rarities

### Doro
- 1990: Doro

### Kiss
- 2003: Kiss Symphony: Alive IV
- 2008: Jigoku-Retsuden[7]
- 2009: Sonic Boom
- 2012: Monster